# Elisa Mainardi
Elisa Mainardi (Roma, 27 luglio 1930 – Roma, 8 maggio 2016) è stata un'attrice italiana.

## Biografia
Dopo aver seguito i corsi di recitazione presso la scuola di Piero Sharoff, iniziò a recitare giovanissima nella compagnia di Salvo Randone nel dramma Corruzione al Palazzo di giustizia, per poi proseguire in altri lavori teatrali diretta da vari registi tra i quali Luciano Salce, Luchino Visconti e Giorgio De Lullo, sino a formare una propria compagnia associandosi con Vivi Gioi e Renzo Giovampietro.
Nel 1953 ebbe inizio sua carriera di attrice cinematografica, con la regia di Gaetano Amata, che la scelse per una parte nella pellicola La figlia del forzato. Divenne poi una delle attrici preferite da Federico Fellini in vari suoi film.
In TV fu sia interprete di commedie, sia attrice di sceneggiati.
Sino al 1994 girò oltre 70 film.

## Filmografia
- La figlia del forzato, regia di Gaetano Amata (1953)
- Il suo più grande amore, regia di Antonio Leonviola (1956)
- Bandito sì... ma d'onore, regia di Jean Cherasse (1962)
- La pupa, regia di Giuseppe Orlandini (1963)
- Sansone contro il corsaro nero, regia di Luigi Capuano (1964)
- Crimini a due, regia di Luigi Capuano (1965)
- I figli del leopardo, regia di Sergio Corbucci (1965)
- I 4 inesorabili, regia di Primo Zeglio (1965)
- Le notti della violenza, regia di Roberto Mauri (1966)
- Assicurasi vergine, regia di Giorgio Bianchi (1967)
- Il diario proibito di Fanny, regia di Sergio Pastore (1968)
- Fellini Satyricon, regia di Federico Fellini (1969)
- Le calde notti di Poppea, regia di Guido Malatesta (1969)
- Zenabel, regia di Ruggero Deodato (1969)
- Ninì Tirabusciò, la donna che inventò la mossa, regia di Marcello Fondato (1970)
- Mio caro assassino, regia di Tonino Valerii (1972)
- Roma, regia di Federico Fellini (1972)
- L'occhio nel labirinto, regia di Mario Caiano (1972)
- ...e si salvò solo l'Aretino Pietro, con una mano davanti e l'altra dietro..., regia di Silvio Amadio (1972)
- Diario segreto da un carcere femminile, regia di Rino Di Silvestro (1973)
- Passi di danza su una lama di rasoio, regia di Maurizio Pradeaux (1973)
- Il piatto piange, regia di Paolo Nuzzi (1974)
- La nottata, regia di Tonino Cervi (1974)
- Il giustiziere di mezzogiorno, regia di Mario Amendola (1975)
- Bordella, regia di Pupi Avati (1976)
- Scandalo in famiglia, regia di Marcello Andrei (1976)
- Squadra antifurto, regia di Bruno Corbucci (1976)
- Il Casanova di Federico Fellini, regia di Federico Fellini (1976)
- Stato interessante, regia di Sergio Nasca (1977)
- Il commissario di ferro, regia di Stelvio Massi (1978)
- Letti selvaggi, regia di Luigi Zampa (1979)
- Malabimba, regia di Andrea Bianchi (1979)
- Riavanti... Marsch!, regia di Luciano Salce (1979)
- Café Express, regia di Nanni Loy (1980)
- Tranquille donne di campagna, regia di Claudio De Molinis (1980)
- Io e Caterina, regia di Alberto Sordi (1980)
- Un amore in prima classe, regia di Salvatore Samperi (1980)
- Uno contro l'altro, praticamente amici, regia di Bruno Corbucci (1981)
- Il marchese del Grillo, regia di Mario Monicelli (1981)
- Borotalco, regia di Carlo Verdone (1982)
- E la nave va, regia di Federico Fellini (1983)
- Laura... a sedici anni mi dicesti sì, regia di Alfonso Brescia (1983)
- Aeroporto internazionale serie TV (1985)
- Big man, regia di Steno (1988) (1º episodio, mini-serie Tv)
- Casa di piacere, regia di Alex Damiano (1989)
- Il giorno del giudizio, regia di Nello Rossati (1993)

## Prosa televisiva Rai
- Paura di me, regia di Daniele D'Anza, trasmessa il 2 aprile 1956.
- Un cortile, regia di Guglielmo Morandi, trasmessa il 17 gennaio 1961.
- Il cerchio magico, regia di Marcello Sartarelli, trasmessa il 3 novembre 1961.
- L'allegra centenaria, regia di Claudio Fino, trasmessa l'11 maggio 1962.
- Un uomo onesto, regia di Gian Paolo Calligaris, trasmessa il 14 agosto 1964.
- La maschera e il volto, regia di Flaminio Bollini, trasmessa il 16 luglio 1965.
- Le inchieste del commissario Maigret, episodi: Una vita in gioco (1965)  - Maigret e i diamanti (1968) - Il ladro solitario (1972)
- La stazione Champbaudet, regia di Guglielmo Morandi, trasmessa il 18 marzo 1966.
- Hanno ucciso il miliardario, trasmessa il 13 agosto 1968.
- Estate e fumo di Tennessee Williams, regia di Raffaele Meloni, trasmessa il 15 febbraio 1974.
- Dov'è Anna?, regia e soggetto di Piero Schivazappa, sceneggiato in sette puntate, trasmesso dal 13 gennaio al 24 febbraio 1976.